# Apoštolský vikariát Awasa
Apoštolský vikariát Awasa je římskokatolický vikariát nacházející se v Etiopii.

## Území
Zahrnuje území oblasti Sidama a Gedeo, distriktu Amaaro a Burji Státu jižních národů, národností a lidu, oblasti Guji a Borena v Oromii, oblasti Liben ve spolkovém státu Somálsko.
Vikariátním sídlem je město Awasa, kde se nachází hlavní chrám katedrála Kidane-Mehret.

## Historie
Dne 25. března 1937 byla bulou Quo in Aethiopia papeže Pia XI. zřízena z části území apoštolského vikariátu Galla a apoštolské prefektury Kaffa nová apoštolská prefektura Neghelli. Prefektura byla svěřena Papežskému institutu zahraničních misií.
Dne 13. února 1940 byla část území včleněna do nové apoštolské prefektury Hosanna.
Dne 15. října 1969 byla prefektura přejmenována na Awasa a 15. března 1979 bulou Qui volente Deo papeže Jana Pavla II. povýšena na apoštolský vikariát.

## Seznam apoštolských prefektů a vikářů
- Gabriele Arosio, P.I.M.E. (1937–1942)
  - sede vacante (1942–1952)
- Urbain-Marie Person, O.F.M. Cap. (1952–1973)
- Armido Gasparini, M.C.C.I. (1973–1993)
- Lorenzo Ceresoli, M.C.C.I. (1993–2009)
- Giovanni Migliorati, M.C.C.I. (2009–2016)
- Roberto Bergamaschi, S.D.B. (2016–2020)
  - sede vacante (2020–2024)
- Gobezayehu Getachew Yilma (od 2024)